# 2017-es magyar labdarúgókupa-döntő
A 2017-es magyar labdarúgókupa-döntő a sorozat 107. döntője. A finálét a Ferencvárosi TC és a Vasas SC csapatai játszották. A találkozót 2017. május 31-én a Groupama Arénában rendezték meg.

## Előzmények
Története során harmadszor nyerheti meg sorozatban háromszor a Magyar Kupát a Ferencváros, míg a szerdai döntőt követően a Vasas ötödik alkalommal emelhetné magasba a trófeát. A Ferencváros a klub történetében eddig kétszer, 1942 és 1944, valamint 1993 és 1995 között tudta megszakítás nélkül háromszor elhódítani a kupát, a Vasas 1955, 1973, 1981 és 1986 után ötödször lehet győztes.
Ahogyan az elmúlt két évben, most is a zöld-fehérek otthonában, a Groupama Arénában rendezik a finálét: az FTC 2015-ben a Videotont 4–0-ra, tavaly az Újpestet 1–0-ra győzte le. A 23. kupaelsőségére hajtó Ferencvárosnak papíron előnyt jelenthet a hazai pálya, de a Vasas ebben a szezonban egyáltalán nem játszott alárendelt szerepet az Üllői úton, mindkét bajnoki találkozójukon 2–1-re győztek vendégként.
A két csapat eddig kétszer találkozott egymással a Magyar Kupa fináléjában. Legutóbb 31 évvel ezelőtt, 1986-ban, amikor a Népstadionban gól nélküli döntetlent követően a Vasas hódította el a trófeát. Ezen kívül 1977-ben játszottak egymással a felek, igaz, akkor a körmérkőzéses döntőt rendeztek, s a Vasas hiába ütötte ki 5–0-ra a Ferencvárost, végül a Diósgyőrrel szemben elbukott.
Nagy várakozással tekintek a mérkőzés elé, sohasem játszottam még kupadöntőben, és óriási dolognak tartom, hogy eljutottunk idáig.Őszintén megmondom, a sikerélmények hiánya miatt az idény elején nem sokat vártam magunktól a kupában, de az edzőnk már akkor prioritásként kezelte. Amikor tavaly nyáron megnyertük Szombathelyen a Király-kupát, azt mondta: kupagyőzelemmel kezdtük az idényt, és kupagyőzelemmel fogjuk is zárni. Egy idő után ránk is átragadt a hite, és belegondoltunk: miért is ne nyerhetnénk meg?
Nagyon fontos, hogy megnyerjük a kupadöntőt, mert ez az egyetlen esélyünk arra, hogy megmentsük az idényünket. Tavaly és tavalyelőtt is megnyertük a Magyar Kupát, szeretnénk elérni a »klasszikus mesterhármast«, és újra a magasba emelni a trófeát. Annak a csapatnak lesz esélye megnyerni ezt a mérkőzést, amely jobban koncentrál.
Hogy mi dönthet a mérkőzésen? Aki kevesebbet hibázik, aki jobban összpontosít, aki jobban akarja a sikert, az győz szerdán este.
Nagyon szoros találkozóra számítok, ezen a meccsen még az sincs kizárva, hogy hosszabbításra és tizenegyesekre is sor kerül. Egy kupadöntő mindig egyedi, így az esélyek általában kiegyensúlyozottak. Nem a helyszín dönti majd el a meccset. Az a csapat nyeri meg a döntőt, amelyik bátrabban lép pályára.

## Út a döntőig
Az eredmények az adott csapat szempontjából szerepelnek.
| Vasas SC                   | Vasas SC    | Vasas SC | Vasas SC | Szakasz       | Ferencvárosi TC            | Ferencvárosi TC | Ferencvárosi TC | Ferencvárosi TC |
| -------------------------- | ----------- | -------- | -------- | ------------- | -------------------------- | --------------- | --------------- | --------------- |
| Testvériség SE (megye I.)  | 4–0 (i)     | 4–0 (i)  | 4–0 (i)  | 6. forduló    | BKV Előre SC (NB III)      | 1–0 (i)         | 1–0 (i)         | 1–0 (i)         |
| Csornai SE (NB III)        | 7–2 (i)     | 7–2 (i)  | 7–2 (i)  | 7. forduló    | Koroncó KSSZE (megye II)   | 9–0 (i)         | 9–0 (i)         | 9–0 (i)         |
| ETO FC Győr (NB III)       | 3–2 (i)     | 3–2 (i)  | 3–2 (i)  | 8. forduló    | Puskás Akadémia FC (NB II) | 2–1 (i)         | 2–1 (i)         | 2–1 (i)         |
| Dorogi FC (NB II)          | 6–1         | 2–1 (i)  | 4–0 (o)  | Nyolcaddöntők | Budapest Honvéd FC (NB I)  | 4–1             | 2–1 (o)         | 2–0 (i)         |
| Újpest FC (NB I)           | 2–2 (i. g.) | 2–1 (i)  | 0–1 (o)  | Negyeddöntők  | Diósgyőri VTK (NB I)       | 2–1             | 2–1 (o)         | 0–0 (i)         |
| Mezőkövesd Zsóry FC (NB I) | 7–0         | 2–0 (o)  | 5–0 (i)  | Elődöntők     | Budafoki MTE (NB III)      | 12–2            | 8–0 (i)         | 4–2 (o)         |

## A mérkőzés
| 2017. május 31. 19:00 |

| Vasas SC                                               | 1 – 1 (h. u.)                     | Ferencvárosi TC                            |
| ------------------------------------------------------ | --------------------------------- | ------------------------------------------ |
| Kulcsár (1–1) 47' Burmeister 24' Remili 37' Sağlık 42' | (0 – 1, 1 – 1, 1 – 1) Jegyzőkönyv | 26' (0–1) Varga R. 80' Moutari 97' Csukics |
| Büntetőpárbaj                                          |                                   |                                            |
| Remili Berecz Risztevszki Vida Gaál                    | 4 – 5                             | Varga R. Leandro Radó Sternberg Csukics    |

| Groupama Aréna, Budapest Nézőszám: 14 970 Játékvezető: Solymosi Péter (magyar) Asszisztensek: Albert István és Buzás Balázs |

### Összeállítások
| Vasas | Ferencváros |

| VASAS:          |    |                    |     |     |
|                 |    |                    |     |     |
| K               | 1  | Nagy Gergely       |     |     |
| JV              | 19 | Felix Burmeister   | 24' | 46' |
| KV              | 28 | Vaskó Tamás        |     |     |
| KV              | 4  | Kire Risztevszki   |     |     |
| KP              | 20 | Kleisz Márk        |     |     |
| KP              | 23 | Vida Máté          |     |     |
| KP              | 13 | Berecz Zsombor     |     |     |
| KP              | 7  | Hangya Szilveszter | 57' |     |
| CS              | 66 | Mahir Sağlık       | 42' |     |
| CS              | 70 | Kulcsár Tamás      | 96' |     |
| CS              | 10 | Remili Mohamed     | 37' |     |
| Csere:          |    |                    |     |     |
| K               | 90 | Póser Dániel       |     |     |
| V               | 21 | Korcsmár Zsolt     | 46' |     |
| CS              | 27 | Murka Benedek      | 57' |     |
| CS              | 14 | Gaál Bálint        | 96' |     |
| KP              | 3  | Manjrekar James    |     |     |
| CS              | 8  | Ádám Martin        |     |     |
| CS              | 39 | Ferenczi István    |     |     |
| Vezetőedző:     |    |                    |     |     |
| Michael Oenning |    |                    |     |     |

| FERENCVÁROS: |    |                     |       |     |
|              |    |                     |       |     |
| K            | 90 | Dibusz Dénes        |       |     |
| JV           | 66 | Emir Dilaver        |       |     |
| KV           | 27 | Michał Nalepa       |       |     |
| KV           | 16 | Leandro de Almeida  |       |     |
| TKP          | 8  | Lovrencsics Gergő   | 90+5' |     |
| KP           | 20 | Gera Zoltán         | 69'   |     |
| KP           | 15 | Hajnal Tamás        | 79'   |     |
| KP           | 97 | Varga Roland        |       |     |
| CS           | 6  | Kleinheisler László |       |     |
| KCS          | 40 | Amadou Moutari      | 80'   |     |
| CS           | 10 | Radó András         |       |     |
| Csere:       |    |                     |       |     |
| K            | 31 | Holczer Ádám        |       |     |
| V            | 5  | Oliver Hüsing       |       |     |
| KP           | 11 | Bognár István       |       |     |
| KP           | 17 | Csernik Kornél      | 90+5' |     |
| KP           | 30 | Vladan Csukics      | 69'   | 97' |
| V            | 37 | Janek Sternberg     | 79'   |     |
| Vezetőedző:  |    |                     |       |     |
| Thomas Doll  |    |                     |       |     |

### Összefoglaló
A Ferencváros a 26. percben megszerezte a vezetést, Varga Roland jó 30 méterről, szabadrúgásból bombázott a jobb alsóba; (0–1). A második félidő legelején egyenlített a Vasas: Kulcsár Tamás vitte-vitte a labdát, és 15 méterről, védhetetlenül bombázott a jobb sarokba, (1–1). Mivel több gól nem esett a rendes játékidőben, így 2x15 perces hosszabbítás következett. Ez sem hozott döntést, így büntetőpárbajjal dőlt el a kupa sorsa, melyet a Ferencváros nyert meg 5–4 arányban.